# Trường Trung học phổ thông Việt Trì
Trường Trung học phổ thông Việt Trì, có giai đoạn mang tên Trường Phổ thông Cấp 2, 3 Việt Trì, Trường Phổ thông Cấp 3 Việt Trì, trường Phổ thông Trung học Việt Trì, là một trường trung học phổ thông (THPT) công lập của tỉnh Phú Thọ, ngày nay tọa lạc lại phố Hà Liễu, phường Gia Cẩm, thành phố Việt Trì, tỉnh Phú Thọ. Trường ra đời cùng với sự thành lập thành phố công nghiệp đầu tiên của miền Bắc xã hội chủ nghĩa - thành phố Việt Trì, tỉnh Phú Thọ vào năm 1962. 

## Lịch sử
Ngày 4 tháng 6 năm 1962, thành phố Việt Trì trực thuộc tỉnh Phú Thọ được thành lập. Chỉ vài tháng sau, tháng 9 năm 1962, Trường THPT Việt Trì được thành lập với tên gọi ban đầu là Trường Phổ thông Cấp 2, 3 Việt Trì, là ngôi trường trung học phổ thông đầu tiên thành lập trên địa bàn và được vinh dự mang tên thành phố Việt Trì, thành phố công nghiệp đầu tiên của miền Bắc xã hội chủ nghĩa, theo Quyết định số 676-QĐ của UBHC tỉnh Phú Thọ.
Trong năm học 1962-1963, cơ sở vật chất của trường là những dãy nhà lá bên bờ sông Lô ở Bến Gót, khu cảng Việt Trì ngày nay. Quá trình phát triển của trường chứng kiến nhiều lần chia tách, chuyển địa điểm. Năm học 1963-1964 tách thành Trường Cấp 3 Việt Trì và chuyển lên khu Long Châu Sa gần Công ty Kiến trúc (nay là phường Thọ Sơn, Việt Trì). Năm học 1964-1965, Trường chuyển về nhà xây cao tầng gần khu công nhân Nhà máy Giấy, ở vị trí Trường Trung học phổ thông Công nghiệp Việt Trì (nay là đường Trần Phú, phường Thanh Miếu, Việt Trì), và ở đó đến năm 1975. Trong chiến tranh phá hoại của Mỹ, nhà trường đã nhiều lần sơ tán. Xã Phượng Lâu, Đình Bảo Đà, thôn Hương Trầm đã chở che, đùm bọc cho thầy và trò của Trường. Năm 1976, sau khi đất nước thống nhất, Trường Cấp 3 Việt Trì chuyển đến địa điểm mới tại đồi Ông Voi, Khu 12, phố Hà Liễu, phường Gia Cẩm, Việt Trì - vị trí tọa lạc của nhà trường ngày hôm nay.
Ngày mới thành lập với nhiều khó khăn về cơ sở vật chất và đội ngũ, nhà trường chỉ có 2 lớp với 108 học sinh, 15 cán bộ, giáo viên. Đến năm 1982 đã có 28 lớp với 1362 học sinh. Năm 2002, trường có số lớp, số học sinh đông nhất khối trung học phổ thông trong tỉnh Phú Thọ với 45 lớp, 2186 học sinh. Có nhiều năm, do nhu cầu học tập, phát triển giáo dục của thành phố Việt Trì, trong cùng khuôn viên nhà trường có cả hai trường công lập và bán công. Năm học 2002-2003 trường có 76 lớp, 3828 học sinh. Năm học 2012-2013, trường có 33 lớp và 1361 học sinh. Năm học 2021 - 2022, trường có 31 lớp với 1256 học sinh trong đó Khối 10 có 10 lớp (476 học sinh), Khối 11 gồm 10 lớp (421 học sinh) và khối 12 gồm 10 lớp (359 học sinh). Năm học 2023 - 2024, trường có 32 lớp với 1380 học sinh. 
Hiện nhà trường có đủ số giáo viên ở tất cả các bộ môn, đủ điều kiện để triển khai các hoạt động chính khóa và ngoại khóa. Đội ngũ giáo viên của trường có năng lực, phẩm chất và trình độ chuyên môn tốt, có tinh thần đoàn kết, nhiệt tình, trách nhiệm cao trong công việc giảng dạy cũng như trong cuộc sống, 100% đạt chuẩn về trình độ đào tạo. Hệ thống cơ sở vật chất của trường hiện gồm 03 dãy nhà lớp học với 33 phòng học được lắp điều hòa, trang bị máy tính, máy chiếu và kết nối mạng Internet, có 07 phòng học bộ môn. Thư viện nhà trường đã đạt danh hiệu thư viện xuất sắc năm 2016. Nhà chức năng được xây dựng mới, đưa vào sử dụng cuối tháng 7/2022.
Vào dịp hướng tới Lễ Kỷ niệm 60 năm thành lập trường (1962 - 2022), cựu học sinh khóa 1981 - 1984 đã tặng 01 phòng Tin học hiện đại, trị giá trên 600 triệu đồng. Lớp 12K, khóa 1991 - 1994 đã tặng 01 bảng Led điện tử kích thước gần 30m2 lắp đặt tại Nhà đa năng phục vụ cho các hoạt động của thầy và trò nhà trường. Nhà trường đã và đang tiếp tục nhận được sự ủng hộ, tín nhiệm của các thế hệ nhà giáo, học sinh, và toàn thể nhân dân trên địa bàn. 
Kể từ ngày 22/8/2023, Hiệu trưởng Nhà trường là Nhà giáo, Thạc sĩ Phạm Thị Thu Huyền - nguyên là Hiệu trưởng trường THPT Kỹ thuật Việt Trì.  

## Ban Giám hiệu Nhà trường, Lãnh đạo Trường qua các thời kỳ

### Bí thư Chi bộ - Đảng bộ qua các thời kỳ
1. Ông Nguyễn Văn Kiệt - từ 1962 - 1964
2. Ông Kim Ngọc Liên - từ 1964 - 1974
3. Ông Nguyễn Quý Hội - từ 1974 - 1978
4. Ông Tạ Trang - từ 1978 - 1988
5. Ông Hoàng Nga Tiến - từ 1988 - 1993
6. Ông Hoàng Văn Oanh - từ 1993 - 2003
7. Ông Lê Như Kiệm - từ 2003 - 2010
8. Ông Trần Minh Khoa - từ 2010 - 2020
9. Ông Nguyễn Xuân Quỳnh - từ 2020 - 2023
10. Bà Phạm Thị Thu Huyền - từ 8/2023 - nay.

### Hiệu trưởng Nhà trường qua các thời kỳ
1. Ông Trương Đăng Nhượng - từ năm 1962 - 1963
2. Ông Nguyễn Khắc Tế - từ năm 1963 - 1964
3. Ông Trần Lưu Đạm - từ năm 1964 - 1988
4. Ông Hoàng Nga Tiến - từ năm 1988 - 1993
5. Ông Hoàng Văn Oanh - từ năm 1993 - 2003
6. Ông Lê Như Kiệm - từ năm 2003 - 2010
7. Ông Trần Minh Khoa - từ năm 2010 - 2020
8. Ông Nguyễn Xuân Quỳnh - từ năm 2020 - 2023
9. Bà Phạm Thị Thu Huyền - từ 8/2023 - nay

### Phó Hiệu trưởng Nhà trường qua các thời kỳ
1. Ông Hán Viết Bào - từ năm 1970 - 1982
2. Ông Lê Quang Phi - từ năm 1972 - 1988
3. Ông Hoàng Thạch Bình - từ năm 1976 - 1983
4. Bà Quách Thị Thận - từ năm 1981 - 1993
5. Ông Lê Quang Tác - từ năm 1982 - 1991
6. Ông Hoàng Nga Tiến - từ năm 1986 - 1988
7. Ông Hoàng Văn Oanh - từ năm 1991 - 1993
8. Ông Nguyễn Văn Liêm - từ năm 1992 - 1996
9. Ông Nguyễn Văn Thư - từ năm 1992 - 1995
10. Ông Nguyễn Văn Sách - từ năm 1992 - 1995
11. Bà Tạ Thị Ngữ - từ năm 1996 - 1998
12. Bà Nguyễn Thị Nguyệt - từ năm 1996 - 2006
13. Ông Nguyễn Đình Mai - từ năm 1998 - 1999
14. Bà Bùi Thị Phương - từ năm 2003 - 2006
15. Ông Phạm Trí - từ năm 2006 - 2008
16. Bà Phạm Thị Oanh - từ năm 2003 - 2010
17. Ông Trần Minh Khoa - từ năm 2006 - 2010
18. Ông Hoàng Thạch Giao - từ năm 2010 - 2018
19. Bà Nguyễn Thị Minh Châu - từ năm 2008 - 2018
20. Bà Nguyễn Thị Việt Lâm - từ năm 2010 đến nay[6]
21. Bà Tạ Thị Bích Liên - từ năm 2018 đến nay
22. Ông Lê Nam Phong - từ năm 2019 đến nay

## Các cựu giáo viên, Học sinh nổi tiếng:
1. Ông Lương Cường:  Ủy viên Bộ Chính trị Ban Chấp hành Trung ương Đảng Cộng sản Việt Nam khóa XIII, Chủ tịch nước Cộng hòa xã hội chủ nghĩa Việt Nam, Chủ tịch Hội đồng Quốc phòng và an ninh, Thống lĩnh các lực lượng vũ trang nhân dân Việt Nam, Trưởng Ban chỉ đạo cải cách Tư pháp Trung ương và Đại biểu Quốc hội khóa XV, nhiệm kỳ 2021-2026 thuộc Đoàn đại biểu Quốc hội Thành phố Hồ Chí Minh.

## Thành tích
Trải qua 60 năm xây dựng và phát triển, tính đến năm 2022, Trường THPT Việt Trì đã đón trên 300 lượt thầy, cô giáo, cán bộ, nhân viên về công tác; đào tạo được 26.082 học sinh tốt nghiệp. 57 khóa học sinh ra trường hiện đang công tác, lao động, học tập ở nhiều lĩnh vực khác nhau trên khắp mọi miền của Tổ quốc.
Chất lượng giáo dục của Trường THPT Việt Trì trong nhóm dẫn đầu các trường trung học phổ thông không chuyên toàn tỉnh Phú Thọ.
Năm học 2011 - 2012, Trường THPT Việt Trì đứng trong tốp 200/2500 trường trên toàn quốc có điểm thi đỗ vào đại học cao nhất. Năm học 2012-2013, nhà trường tổ chức Hội trường 50 năm và xây dựng trường đạt chuẩn quốc gia. Tháng 10 năm 2012, Trường THPT Việt Trì đạt trường chuẩn quốc gia, đạt danh hiệu cơ quan văn hóa cấp tỉnh, trở thành trường THPT đầu tiên của thành phố Việt Trì đạt chuẩn quốc gia. Đến năm 2017, trường được công nhận đạt chuẩn quốc gia lần 2. Tháng 10 năm 2022, trước thềm kỷ niệm 60 năm thành lập, Trường đề nghị công nhận đạt chuẩn quốc gia lần 3.
Năm học 2022 - 2023, điểm thi trung bình các môn thi tốt nghiệp THPT của học sinh nhà trường đạt trong tốp dẫn đầu toàn tỉnh Phú Thọ. Trong đó, điểm trung bình môn Toán và môn Ngoại ngữ dẫn đầu toàn tỉnh khối các trường Trung học phổ thông không chuyên trên địa bàn tỉnh Phú Thọ. Điểm trung bình các bài thi xếp thứ 2 toàn tỉnh trong khối các trường THPT không chuyên. Có 01 thí sinh duy nhất đạt điểm 10 môn tiếng Trung Quốc trên địa bàn tỉnh Phú Thọ. 
Trường vinh dự đón nhận các huân chương, cờ thi đua:
- Huân chương Lao động hạng Ba (1994);
- Huân chương Lao động hạng Nhì (2002);
- Cờ thi đua xuất sắc của Thủ tướng Chính phủ (2002, 2009) và nhiều bằng khen, giấy khen khác.

Đến nay, 100% giáo viên đạt chuẩn, trong đó có một tiến sĩ, 25 thạc sĩ, 15% cán bộ, giáo viên có trình độ cao cấp, trung cấp lý luận chính trị, 30% giáo viên giỏi cấp tỉnh, chiến sĩ thi đua cơ sở. Nhiều thầy, cô giáo được phong tặng danh hiệu “Nhà giáo Ưu tú” như thầy Hoàng Nga Tiến, thầy Nguyễn Văn Liêm, cô Tạ Thị Ngữ, thầy Lộc Phú Đa, thầy Nguyễn Văn Sách, cô Dương Thị Hiền... cùng các danh hiệu cao quý khác như: Kỷ niệm chương “Vì sự nghiệp giáo dục”, Kỷ niệm chương “Vì thế hệ trẻ”… 
Làm nên “thương hiệu” của học sinh THPT Việt Trì không thể không kể đến các chương trình đặc sắc do chính các em chủ động xây dựng kế hoạch và triển khai thực hiện như Unleash, Light On... trong đó Unleash là chương trình nghệ thuật được đầu tư công phu, do các học sinh khối 11, 12 tổ chức để chào đón các em học sinh khối 10 vừa trúng tuyển vào Trường, giúp các em nhanh chóng hòa nhập với ngôi trường mới, tự tin, đoàn kết để cùng nhau phấn đấu, rèn luyện, trưởng thành.
Trải qua 60 năm xây dựng và phát triển, Trường THPT Việt Trì vinh dự, tự hào là mái trường đào tạo nguồn nhân lực chất lượng cao cho tỉnh, cho đất nước. Từ mái trường thân yêu này, gần 30 nghìn học sinh đã tốt nghiệp THPT, nhiều người trong số đó đã trở thành những nhà sản xuất, kinh doanh giỏi, cán bộ khoa học tài năng, thầy thuốc, nhà giáo ưu tú, những vị tướng công an, quân đội cao cấp, những nghệ sĩ, ca sĩ, nhà thiết kế thời trang nổi tiếng... Không ít trong số họ đã anh dũng hy sinh, gửi lại tuổi thanh xuân trên các chiến trường để bảo vệ vẹn nguyên Tổ quốc Việt Nam Xã hội chủ nghĩa. 
Cùng với sự phát triển của nhà trường, Đảng bộ Trường THPT Việt Trì ngày càng lớn về đội ngũ, mạnh về ý thức xây dựng Đảng. Năm 1962, Chi bộ có sáu đảng viên, đến nay đã phát triển thành Đảng bộ có năm chi bộ với 77 đảng viên. Đặc biệt, những năm gần đây, công tác phát triển đảng của Đảng bộ nhà trường có bước đột phá khi phát hiện, bồi dưỡng các đoàn viên học sinh ưu tú, giới thiệu và được kết nạp Đảng ngay khi còn là học sinh THPT. Các tổ chức trong nhà trường như: Hội đồng Trường, Công đoàn, Đoàn Thanh niên, Hội Chữ thập đỏ, Ban đại diện cha mẹ học sinh… đều hoạt động nền nếp, hiệu quả. Công đoàn nhà trường là một tổ ấm tin cậy của hơn 90 cán bộ, giáo viên, nhân viên. Những hoạt động nhân đạo, từ thiện hàng năm được Hội Chữ thập đỏ tổ chức một cách sáng tạo, thiết thực, đạt hiệu quả cao. Những món quà ấm áp tình người của thầy và trò Trường THPT Việt Trì đã được trao tặng kịp thời tới những tập thể, cá nhân có hoàn cảnh khó khăn trong và ngoài tỉnh.